# Хаварин
Хаварин (арапски: حوارين‎‎, такође познат и као Хаварин, Хуварин или Хаварин) је село у централној Сирији, и представља административни део провинције Хомс, јужно од Хомса. Смештен је у Сиријској пустињи, село се налази у близини већег града по имену Махин који лежи на југу између градаова Садад и Ел Каријатана на истоку. Становништво у њему претежно је сачињено од муслимана.

## Историја

### Класични период
Хавран је био веома важан град у Сирији за време власти Византијског царства када је био позант као "Евариа," "Еуариа" или "Ауериа." Име "Хаварин" је такође коришћено према сиријским натписима између IV и VI века. Византинци су поставили војне јединице у самом граду. Седиште дијацезе било је смештено у Хаврану све до 451. године. Касније је постао црквено седиште провинције Феникаја Секунда. Према Птоломеју, то је био део округа Палмира. Гасаниди, који су били арапски хришћани, доминирали су Хаварином и њихов први званични епископ, Јован од Еварије, такође је потицао из овог града. До 519. године било је најмање једне цркве у граду.
Крајем 6. века Магнус Сиријски, истакнута аристократска фигура у византијској Сирији и блиски савезник цара Јустина II и Тибија II, изградио је још једну цркву у Хаварину, као и зид који га окружује. Имао је имовину у Хаварану и финансирао многе своје грађевинске пројекте у то време. Био је начињен градом за време владавине Византијаца око 573. године. Године 581. Магнис је позвао гасанидског филарха ("краљ") Ел Мундира III на освећење нове цркве која је била изграђена у Хаврану пре него што га је ухапсијо у царево име. Ел Мундир је био оптужен за издају високог секретара Тиберија који је служио цара Маврикија, а сада је допао шака Магнусу, а ухапшени су били и његова жена и троје деце приликом доласка у Хавран, потом послати у Константинопољ.
Сходно томе, Гасаниди су се побунили против византијаца у Сирији, Палестини и Арабији под вођством Мундировог сина Ел Нумана VI. Након Магнусовог одласка из Хаварана, трупе Ел Нумана су нападале и освојиле град. Убили су бројне становнике града, ухватили преживеле и опљачкали Хаваран и све што је у њему било од злата, сребра, месинга, гвожђа, вуне, памука, жита, вина, уља, стоке, оваца и коза. Према византијском историчару Јовану Кипранину, од 6. века, Хаваран је био рушевина на коју се пружао поглед из Дамаска.

### Исламски период
У лето 634. године, током исламског освајања Сирије, муслиманска војска генерала Халида ибн ел Валида стигла је до Хаварна пратећи њихово заузимање Ел Кариатана и упал на препад у градски замак. Подупрети појачањима из Балбека и Босре, становници Хаврена су се одупирали Халидовим трупама, али су убрзо поражени у једној мањој бици. Након тога, неки од бранилаца града су убијени док су други заробљени.
Подручју које се тада називало Џунда Химса (“Војни округ Химс”), Хавран је процветао током 90 година владавине Омејадског калифата (661-750), и остао насељен гасанидским хришћанима. То је било омиљено место за одмор другог Омејадског калифа Језида I(680-683), који је тамо пио и ловио. Калиф је често боравио у Хаврану где је и умро и сахрањен је у том граду 11. новембра 683. године.ref>Houtsma 1987, стр. 1162</ref>
Сиријски географ Јакут ел Хамави је посетио град 1226. године, за време владавине Ајубида над Сиријом и приметио да се тамо налазила “тврђава у близини Химса”.

### Савремени период
У 19. Веку Хавран је био мало место претежно насељено муслиманима. Ирски мисионар Вилијем Рајт га је посетио и приметио да је град у околини чувен због “својих седам цркава”, иако је већина њих била у рушевинама од којих је мало шта остало. Забележио је да је највећа црква правокутног облика, 46 m (151 стопа) са 38 m (125 стопа) и висине преко 9 m (30 стопа). Састоји се од централне сале са три просторије са сваке стране и фрагмената са грчким натписима. Очигледно је да је постао велики село почетком 20. века према Католичкој енциклопедији из 1909. "
Описан је као "дуготрајна агломерација старих зграда, укључујући и веома очувану византијску тврђаву и остатке две цркве". Током 2003-04 у Хаврану су вршена ископавања.</ref> Huwwarin was excavated in 2003-04.